# The WEIRDest People in the World
«The WEIRDest People in the World: How the West Became Psychologically Peculiar and Particularly Prosperous» — книга профессора Джозефа Хенрика, объясняющая историю и психологические отличия людей Запада с точки зрения культурной эволюции и эволюционной психологии. Автор исследует, как общественные институты и психология взаимно влияют друг на друга в течение времени. В частности, он утверждает, что эдикты католической церкви о браке IV века, подорвали основы родственного общества и положили начало индивидуализму, преобладающему в западных обществах.

## Краткое содержание
Книга относится к разряду «Универсальной истории»; ее сравнивают с такими работами, как «Ружья, микробы и сталь» Джареда Даймонда (1997) и «Homo Deus: Краткая история завтрашнего дня» Юваля Ноя Харари (2016).
Автор обсуждает исследование Ричарда Нисбетта, который утверждает, что люди в культурах Запада сосредоточены на личных качествах и намерениях, в то время как азиаты придают болшее значение семейным связям и преданности. По словам обозревателя Джудит Шулевиц, западные люди «чаще рассматривают себя в качестве членов добровольных социальных групп — дантистов, художников, республиканцев, демократов, сторонников Партии зеленых, и т. п. — чем как членов расширенных семейно-родовых кланов».
Вторая часть книги содержит рассуждения о влиянии религии на переход от семейно-родовых кланов к государствам. В частности, автор опирается на ряд качественных и количественных данных, чтобы доказать, что религиозные убеждения, рынки, урбанизация и конкуренция между добровольными ассоциациями, такими как гильдии, самоуправляемые города, университеты и религиозные ордена, изменили психологию людей и жизнь общества.
Третья глава посвящен тому, как католическая церковь и затем протестантизм сформировали ранние институты и общественную психологию, проложив путь для современных общественных институтов. В то время как многие современные историки утверждают, что индивидуализм и веру в верховенство закона, создала протестантская Реформация, Хенрик утверждает, что эту роль сыграли эдикты раннехристианской Церкви, которые он называет «Программой брака и семьи» (MFP). По мнению Хенрика, эти установления уменьшили клановость, сделав жителей Западной Европы более индивидуалистическими и привели к появлению различных посреднических институтов, повысив доверие к абстрактным правилам. Таким образом, как утверждает Хенрик в четвертой главе, Программа брака и семьи была предтечей Реформации.
Рецензенты книги называют Хенрика сторонникаом «макрокультурного релятивизма».

## Отзывы
Журнал The Week назвал книгу «работой ошеломляющих амбиций… Хенрик изо всех сил старается подкрепить [свои аргументы] огромным разнообразием данных и статистики».
Рецензент из The Gospel Coalition назвал книгу «широкой, многогранной, противоречивой и провокационной, сравнивая ее с работами Н. Т. Райта. В ряде мест кажется, что Хенрик впихивает факты в свою теорию… но он попадает гораздо чаще, чем промахивается».
Kirkus Reviews оценивает книгу как «увлекательную, энергично аргументированную работу, глубоко исследующую образ мышления людей Запада».
Рецензент The Economist считает, что гипотеза Хенрика о том, что римская церковь положила начало более гибкому обществу, не вполне убедителен, указывая, что, скорее всего, «средневековая церковь не формировала социальную реальность, а лишь влияла на неё по мере того, как развивались города».
Рецензент The Guardian указывает на то, что в книге недостаточно обсуждаются ошибки Запада, отсутствует понимание феномена неевропейцев и отмечает, что книга преподносит предположительно дискретную природу культуры и утверждает достоинства западного мышления почти до степени поддержки социального дарвинизма.